# 普洛普紹魯鄉
44°47′N 23°21′E / 44.783°N 23.350°E
普洛普紹魯鄉（羅馬尼亞語：Comuna Plopșoru, Gorj），是羅馬尼亞的鄉份，位於該國西南部，由戈爾日縣負責管轄，面積80平方公里，海拔高度153米，2007年人口6,978，人口密度每平方公里87人。